# Dent pharyngienne

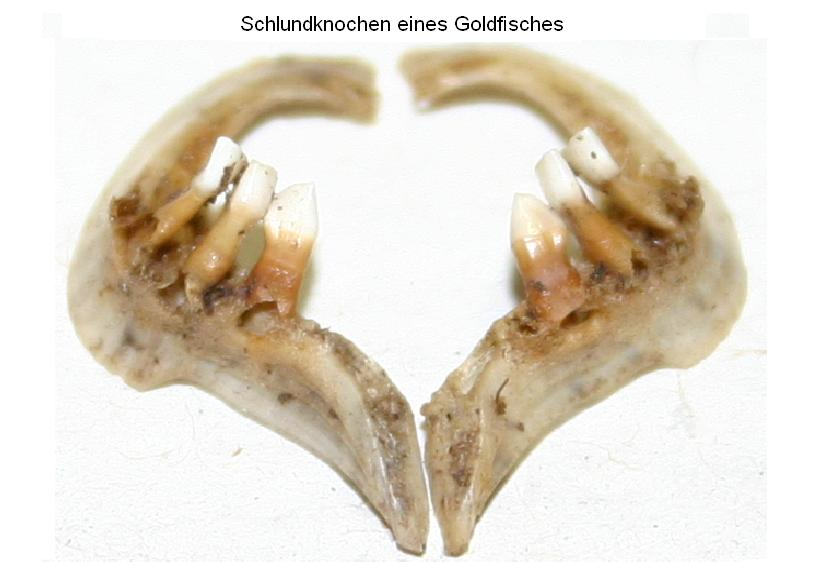
Dents pharyngiennes d'un poisson rouge.

Les dents pharyngiennes sont des dents présentes sur le cinquième arc branchial dans la gorge de plusieurs espèces de poissons sans dents.
Les dents pharingiennes des Cyprins ont à leur base un trou qui intervient dans le remplacement de la dent.